# Walter B. Jones Jr.
Pour les articles homonymes, voir Jones.
Walter Beaman Jones Jr., né le 10 février 1943 à Farmville (Caroline du Nord) et mort le 10 février 2019 à Greenville (Caroline du Nord), est un homme politique américain, élu républicain de Caroline du Nord à la Chambre des représentants des États-Unis à partir de 1995.

## Biographie
Walter Beaman Jones Jr. est originaire de Farmville dans le comté de Pitt en Caroline du Nord. Il est le fils du représentant Walter B. Jones Sr. (en). Il rejoint la garde nationale de Caroline du Nord de 1967 à 1971.
Il est élu à la Chambre des représentants de Caroline du Nord de 1983 à 1992. Cette année-là, il se présente à la Chambre des représentants des États-Unis mais échoue lors de la primaire démocrate. Il est à nouveau candidat en 1994 mais sous les couleurs du Parti républicain. En pleine « révolution républicaine », il bat le démocrate sortant Martin Lancaster (en) avec 52,7 % des voix. Il est depuis réélu tous les deux ans représentant du 3e district de Caroline du Nord avec plus de 60 % des suffrages.
Il décède en cours de mandat le 10 février 2019. Il est révélé deux mois plus tard qu'il souffrait de la maladie de Charcot.

## Prises de position

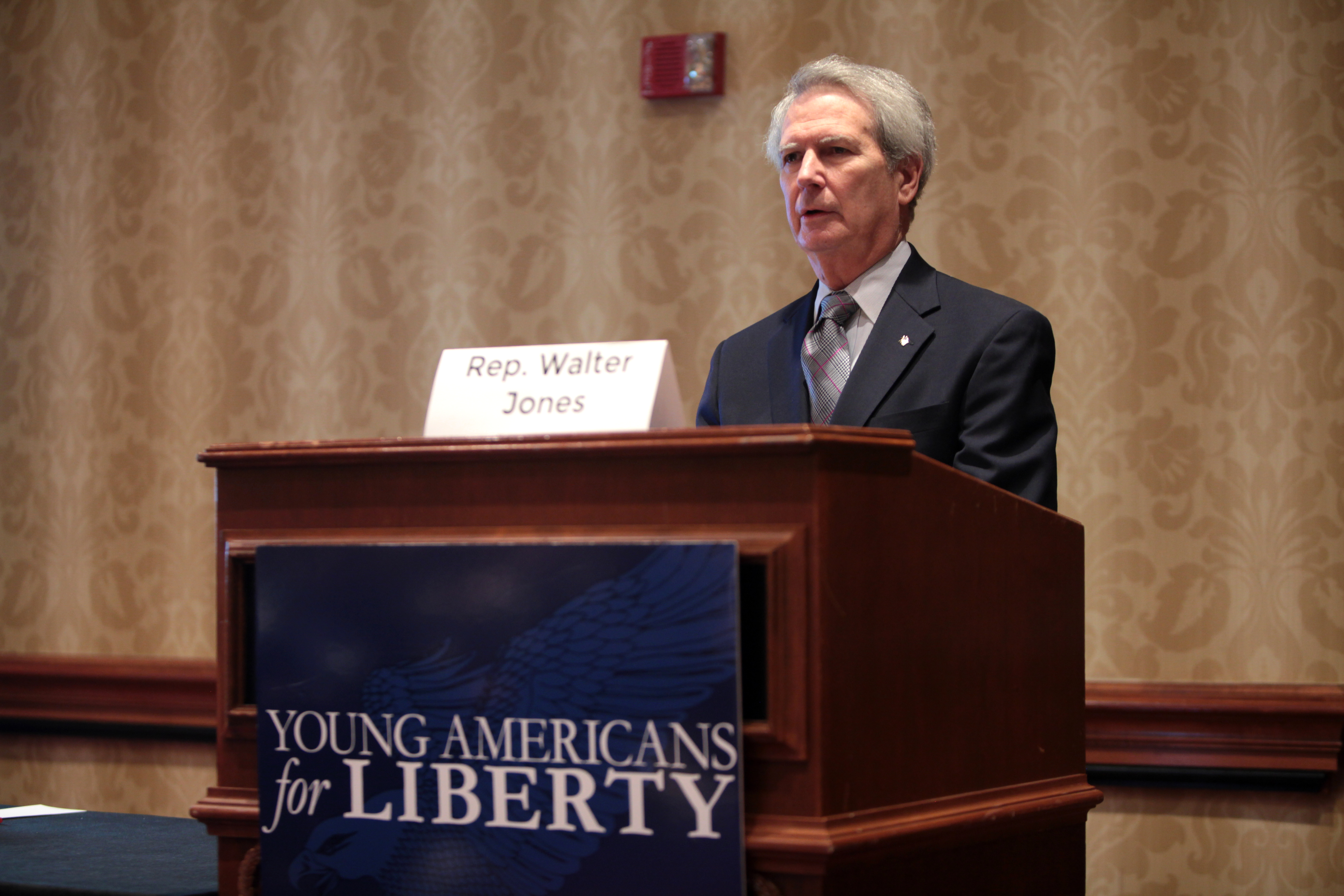
Walter Jones à la conférence internationale de Students for Liberty à Washington en 2015.

En 2003, il est un fervent soutien de l'invasion de l'Irak par les États-Unis, et critique violemment les pays s'y opposant, notamment la France. Il est l'un des artisans du changement de nom des french fries, renommées freedom fries. En 2005, il regrette cependant sa prise de position passée, rejoignant celle de la France, et déclare : « Si j'avais su ce que je sais maintenant, je n'aurais pas voté "oui" à l'envoi des troupes en Irak. ». Il commence alors à militer en faveur du retrait des troupes américaines d'Irak et rédige des lettres de condoléances aux familles de soldats morts au combat.
Le journal Les Échos pointe ses changements réguliers d'opinion sur certains sujets, expliquant qu'il « a déjà changé d'avis par le passé », sur des questions religieuses notamment. Il se convertit ainsi du baptisme au catholicisme en 1994, en même temps que de changer de parti politique.